# Ondrej Kutlík
Ondrej Kutlík (Námestovo, 19 september 1976) is een voormalig Slowaaks gewichtheffer die uitkwam in de klasse tot 85 kilogram.

## Carrière
In 2008 nam Kutlík deel aan de Olympische Zomerspelen in Beijing. Als deelnemer in de klasse tot 85 kilogram werd hij uiteindelijk twaalfde. Tijdens de wedstrijd wist de Slowaak 150 kilogram te trekken en 193 kilogram te stoten. Hiermee behaalde Kutlík een score van 343 kilogram totaal.